# エンタメコロシアム
エンタメコロシアムは2009年10月5日から2017年8月26日までTBSで放送されていたエンタメ情報番組。

## 概要
スポーツ実況アナウンサー辻よしなりが、新作エンタメを実況するをコンセプトに最新エンタテインメント作品を紹介していく番組。

## 放送時間
| 期間                      | 放送時間（JST）               |
| ------------------------- | ----------------------------- |
| 2009年10月 - 2010年3月    | 水曜22:54 - 23:00             |
| 2010年4月 - 2011年3月     | 土曜23:24 - 23:30             |
| 2011年4月 - 同年9月       | 水曜21:54 - 22:00             |
| 2011年10月内              | 日曜22:54 - 23:00             |
| 2011年11月 - 2012年3月    | 水曜22:48 - 22:54             |
| （2012年4月内は放送休止） |                               |
| 2012年5月 - 同年9月       | 日曜22:54 - 23:00             |
| 2012年10月 - 2013年3月    | 月曜23:45 - 23:50             |
| 2013年4月 - 同年7月       | 火曜21:54 - 22:00             |
| 2013年8月 - 9月           | 土曜 0:15 - 0:20 （金曜深夜） |
| 2013年10月内              | 土曜23:24 - 23:30             |
| 2013年11月 - 12月         | 火曜23:53 - 23:58             |
| 2014年1月内               | 木曜23:53 - 23:58             |
| 2014年2月4日              | 火曜23:53 - 23:58             |
| 2014年2月20日             | 木曜 0:03 - 0:08 （水曜深夜） |
| 2014年2月26日             | 水曜23:53 - 23:58             |
| 2014年3月 - 2017年8月26日 | 土曜 1:20 - 1:25 （金曜深夜） |

2013年8月より枠が一定せず、2014年2月に至っては1回ごとに放送枠を変えていたが、同年3月以降はようやく一定した。
なお、通常番組の拡大や特別番組の設置（日曜22時台時代は『日曜劇場』、土曜時代は『オールスター感謝祭』、火曜時代は『火曜曲!』『リンカーン』『内村とザワつく夜』『100秒博士アカデミー』など）によって、時間が繰り下がる場合が有る。

## スタッフ
- 美術：アックス
- 技術：池田屋
- 照明：TLC
- 編集：東通
- 協力：TBS DigiCon6
- 制作協力：TIX'ﾖ
- 製作著作：TBS